# Kraslice (okres Sokolov)
Kraslice (ty Kraslice – pomnožné; německy Graslitz) jsou město v okrese Sokolov v Karlovarském kraji. Leží 29 kilometrů severozápadně od Karlových Varů a tři kilometry od německých hranic, na řece Svatavě, v západní části Krušných hor. Žije zde přibližně 6 400 obyvatel.

## Poloha města
Město leží na hranicích s Německem (Sasko) a jeho okolí (Bublava, Stříbrná) je významným střediskem zimních sportů. Prochází jím železniční trať Sokolov–Zwotental se stanicí Kraslice a zastávkami Kraslice předměstí a Kraslice-Pod vlekem. Osobní dopravu zajišťuje společnost GW Train Regio. Sousedními obcemi sídla jsou Luby, Bublava, Stříbrná, Oloví, Rotava, Krajková, Markneukirchen a Klingenthal.
Město je střediskem textilního průmyslu a sídlí zde též firma Amati, výrobce dechových hudebních nástrojů. Při firmě Amati existuje též střední průmyslová škola a střední odborné učiliště, které jsou svým zaměřením jediné v zemi.

## Historie

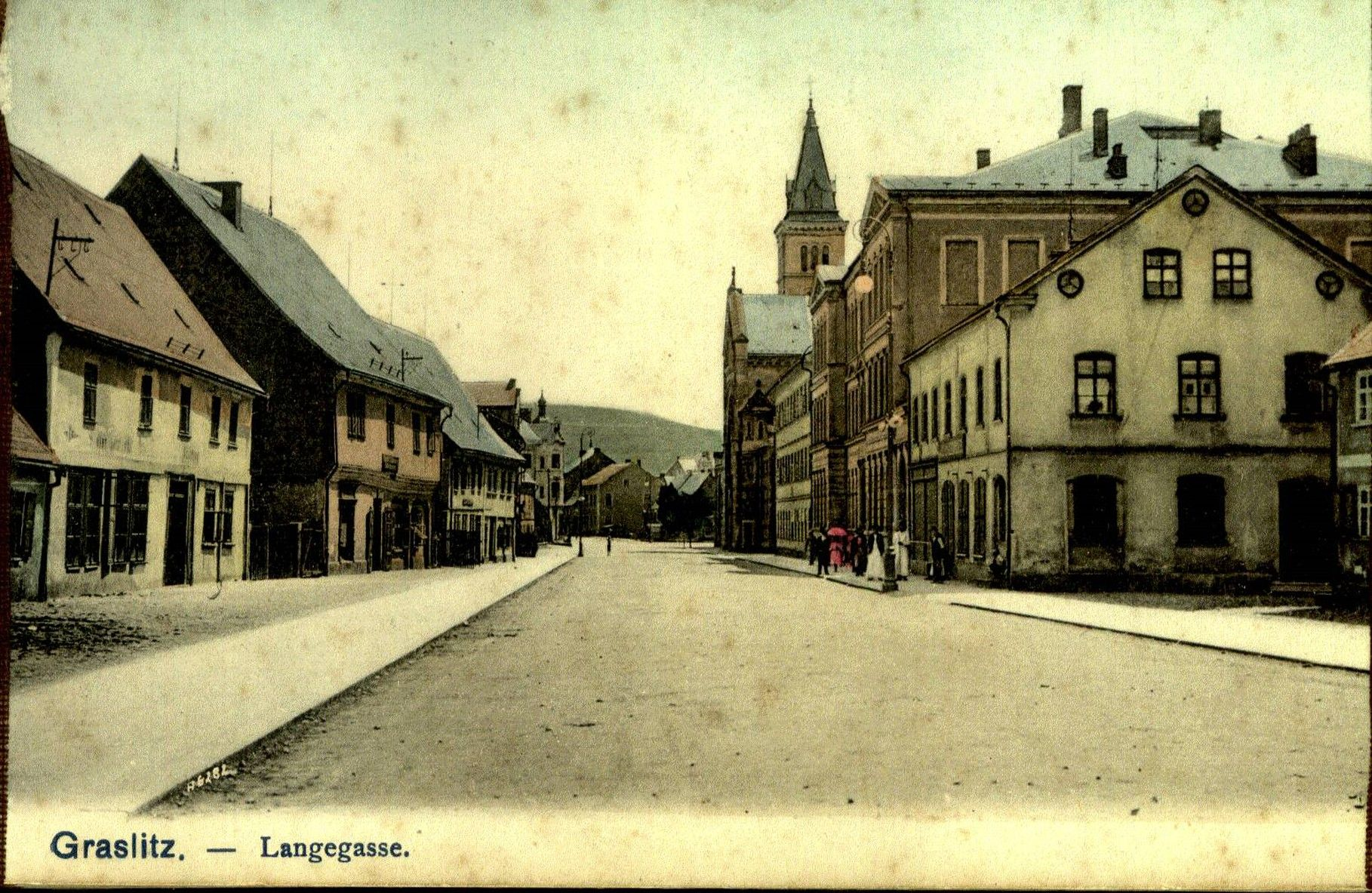
Kraslice na přelomu 19. a 20. století

### Počátky města
Kraslický královský hrad zvaný Neuhaus byl postaven jako ochranný bod na obchodní cestě z Lokte do Německa a poprvé se připomíná v roce 1272. Tehdy jej jako léno získali páni z Plavna a jejich rodu patřily Kraslice s přestávkami až do 16. století. Vesnice v podhradí byla v roce 1370 povýšena Karlem IV. na město a díky měděným dolům význam Kraslic stoupal. Dolování bylo podporováno především za dočasné vlády Šliků a v roce 1541 získaly Kraslice statut svobodného horního města, od té doby se také datuje podoba městského znaku se stříbrným písmenem G (=Graslitz) v modrém poli. Panství se zanikajicím hradem zůstávalo ale nadále formálně královským majetkem (hrad byl obyvatelný ještě v roce 1548) .
Ke Kraslicím byly postupně připojovány horské vsi z majetku kláštera ve Waldsassen, v roce 1567 získal panství saský rod pánů ze Šumburka, který v roce 1577 dosáhl propuštění z lenního svazku a získání majetku do dědičného vlastnictví. S rozmachem dolování mědi, olova a cínu patřilo Kraslicko v 16. století k nejlidnatějším regionům v Čechách, některé zdroje uvádějí, že zde žilo přes 20 000 obyvatel. Díky poloze stranou od hlavních komunikací a ochranným listinám saského kurfiřta zůstaly Kraslice ušetřeny i za třicetileté války.

### Kraslice v17. a 18. století

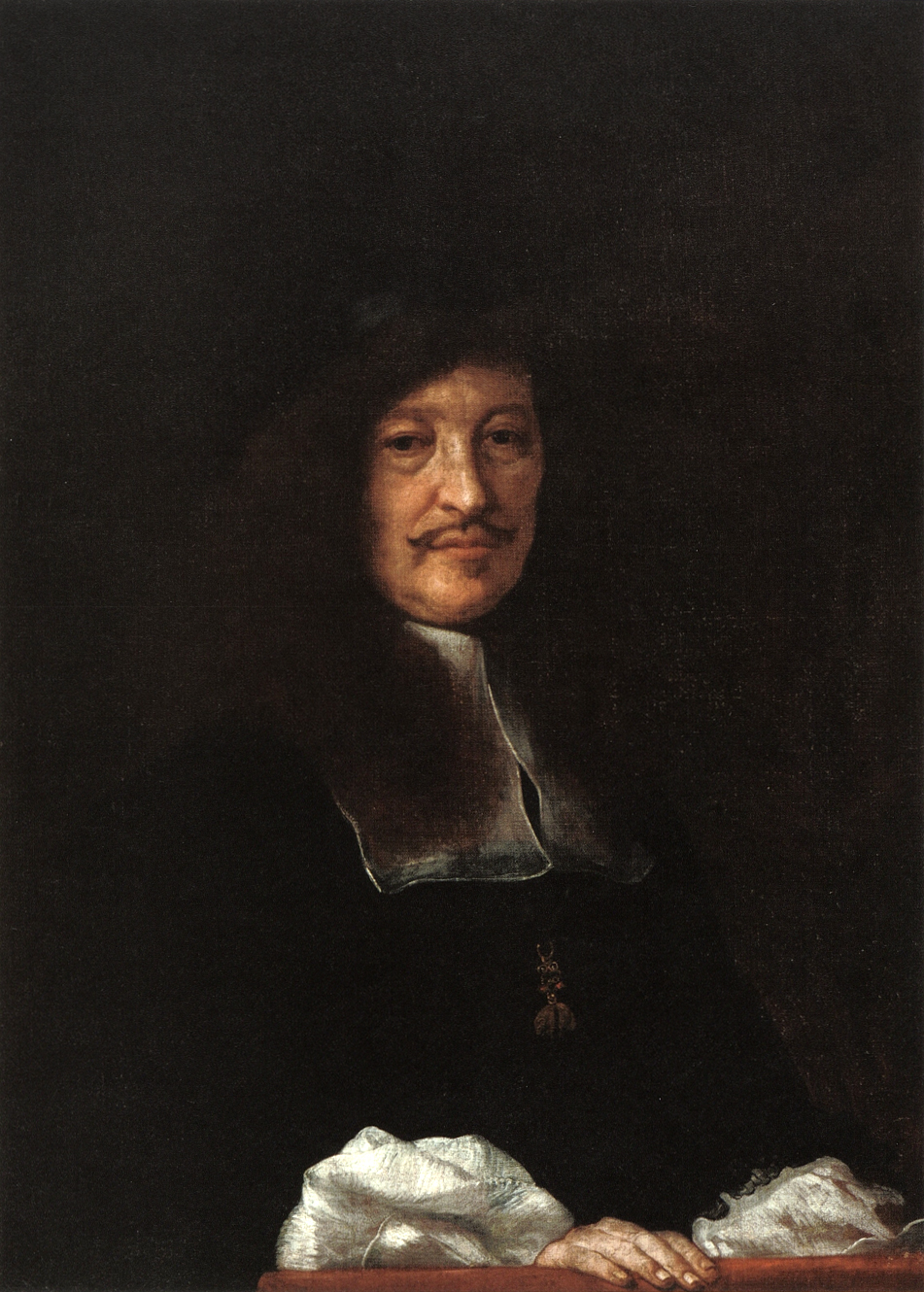
Hrabě Jan Hartvík z Nostic, majitel Kraslic od roku 1666

V bezprostředním sousedství Saska a pod ochranou pánů ze Šumburka se Kraslicím dlouho vyhýbala protireformace, teprve po třicetileté válce se správě loketského kraje podařilo prosadit do Kraslic katolického faráře. Ale už koncem 20. let 17. století se krasličtí exulanti začali usazovat v saském Markneukirchenu, kde začali provozovat své houslařské řemeslo. V březnu 1677 dosáhli zeměpanského schválení houslařského cechu v Markneukirchenu a zasloužili se o rozvoj tohoto řemesla na opačné straně hranice. Postupnému odchodu evangelíků do Saska se nepodařilo zábranit ani později a spolu s dalšími faktory došlo k útlumu těžby drahých kovů. Za třicetileté války byl omezen odbyt, poté Kraslice opustily kapitálově silné rodiny, docházelo ke sporům mezi horníky a panstvem, které odmítalo likvidaci lesů kvůli další těžbě, jako nerentabilní se ukázalo prosazování dolování nejdražších kovů (zlato, stříbro). Mezi dosud významné rodiny patřili Boxbergerové, kteří poté až do 19. století sídlili v sousedním saském Klingenthalu a v době protireformace podporovali exulanty z Kraslic.
Skutečná rekatolizace byla nastolena až s příchodem nových majitelů panství, hrabat Nosticů, kteří Kraslice koupili v roce 1666 a zaokrouhlili své rozsáhlé državy v této oblasti západních Čech, kde jim již předtím patřily Jindřichovice a Sokolov. Ve srovnání se Šumburky byl nový majitel, významný státník a dvořan hrabě Jan Hartvík z Nostic, mnohem důslednější v prosazování protireformace. V letech 1671–1676 opustily kraslické panství dvě třetiny obyvatel a ekonomické zájmy hraběte Nostice vedly k tomu, že dokonce dočasně zakázal misionářské aktivity katolických duchovních a vydáním nových privilegií podporoval rozvoj města. Úpadek důlního podnikání navazující na mohutný exodus evangelíků se však již nedal zastavit.
Antonín Jan Nostic se jako diplomat a vysoký hodnostář Českého království zadlužil a v roce 1723 se rozhodl prodat Kraslice jako nejvzdálenější ze svých českých majetků. Nový majitel rytíř Karel von Schmidlin byl pozemkový spekulant, který nakupoval na dluh, a Kraslice nakonec musel v roce 1729 prodat zpět Nosticům. V administraci nosticovských statků byly Kraslice od roku 1729 sloučeny s Jindřichovicemi. Kraslický hrad zanikl v 17. století a při svých příležitostných pobytech v západních Čechách obývali Nosticové zámky v Sokolově a Jindřichovicích. V Kraslicích u kostela měli k dispozici panský dům, který byl zbořen v 19. století. V 18. století patřili Nosticové k přední šlechtě habsburské monarchie a s tím také souvisí návštěva císaře Josefa II. v Kraslicích v roce 1776.

### Rozmach textilního průmyslu a výroby hudebních nástrojů

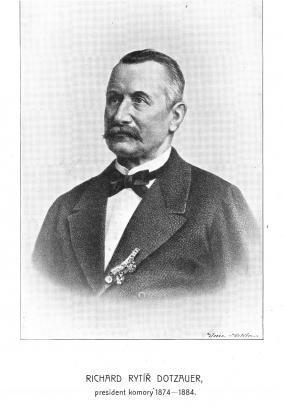
Kraslický rodák Richard Dotzauer, mecenáš rozvoje města v 19. století

Ještě v polovině 18. století se Nosticové snažili neúspěšně oživit dolování drahých kovů v okolí Kraslic, obyvatelstvo se v té době již zaměřilo na živnosti a obchod, zemědělství kvůli nepříliš příhodným podmínkám zůstávalo podružné. Po vzoru sousedních měst v Sasku se koncem 18. století začala v Kraslicích prosazovat výroba textilu, krajek a hudebních nástrojů, nejprve podomácku, později v manufakturách. V oboru textilní výroby se prosadila rodina Starcků, která již počátkem 19. století zaměstnávala přes 200 dělníků. Objemem výroby a počtem zaměstnanců v továrnách měl textilní průmysl v Kraslicích až do 20. století dominantní pozici.
Tradice výroby hudebních nástrojů v Kraslicích se datuje do počátku 17. století, v roce 1610 je doložen první houslařský mistr Johannes Artus. (Poté houslaři emigrovali do Markneukirchenu.) Zdejší houslaři se v roce 1669 sdružili do cechu, výroba strunných nástrojů se ale později přesunula do Lubů, zatímco Kraslice se staly nejvýznamnějším producentem dřevěných dechových nástrojů ve střední Evropě. Během 19. století přešla manufakturní výroba na tovární provoz pod vedením místních podnikatelských rodin (Riedl, Stowasser, Kohlert, Hüttl, Rölz), kromě dechových nástrojů se začaly produkovat také harmoniky nebo hudební hračky. Výrobky z kraslických továren získaly řadu ocenění na zahraničních výstavách, ostatně i 90 % produkce mířilo na export za hranice Rakouska-Uherska. Ve firmě Bohland a Fuchs byla vyrobena 2,5 metru vysoká subkontrabasová tuba, která dodnes drží rekord jako největší dechový nástroj na světě. Až do 20. století přetrvávala spolupráce velkých továren s domácími dílnami. Zatímco samostatní nástrojáři vyráběli podomácku jednotlivé komponenty, celé nástroje se kompletovaly a připravovaly na export ve velkých továrnách se stovkami dělníků. Podobný systém byl praktikován i v textilní výrobě záclon, krajek, plyšů a výšivek.
S rozmachem průmyslové výroby textilu a hudebních nástrojů souvisel i celkový rozvoj Kraslic, město se rozšiřovalo v údolích Bublavského a Stříbrného potoka. V roce 1850 se Kraslice staly sídlem okresu, v roce 1854 zahájila provoz nová budova měšťanské školy. Na výrobu hudebních nástrojů a vzrůstající poptávku po odbornících navazovalo zřízení státní odborné školy pro výrobu hudebních nástrojů (1865). Mezitím byla postavena státní silnice ze Sokolova (1843), v letech 1873–1876 vznikla železniční trať do sousedního Saska. Na rozvoji celého kraslického regionu měl ve druhé polovině 19. století významný podíl místní rodák Richard Dotzauer. Podobu města financováním soukromých i veřejných staveb podporovali také významní továrníci (Emanuel Hüller). Z řad vlivných podnikatelských rodin pocházelo i několik kraslických starostů (Kohlert 3×, Stowasser, Fuchs). K významným rodákům patřil také Julius Meinl, zakladatel slavné obchodní značky. Mezi významné podnikatele se počátkem 20. století vypracoval Anton Richard Breinl, zakladatel velké továrny na hudební hračky.

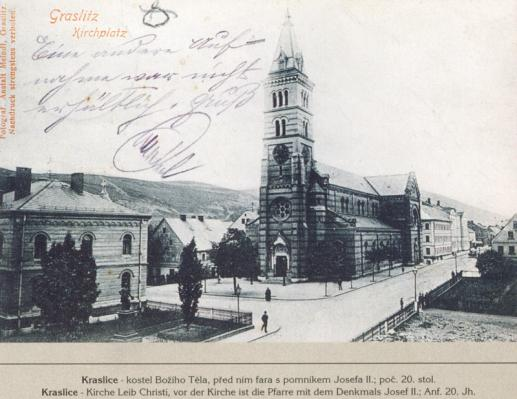
Fara a kostel Božího Těla, 1910

Pro potřeby městského úřadu vznikla nová budova v roce 1890, následovala výstavba městských jatek a elektrárny (1893–1894), v letech 1893–1896 byl postaven nový kostel, nemocnice (1903), evangelický kostel (1912), gymnázium (1913) a okresní hejtmanství (nynější radnice, 1914). Kolorit města dotvářely také dva honosné hotely na náměstí a výstavné vily nejbohatších továrníků (Fuchsova, Breinlova). S rozvojem průmyslu rostl i počet obyvatel v přidružených obcích (Hraničná, Tisová, Bublava, Stříbrná) a v roce 1900 měl okres Kraslice přes 33 000 obyvatel.
Podle sčítání obyvatel z roku 1910 žilo v soudním okrese Kraslice ve 20 samostatných obcích celkem 39 215 obyvatel. V tomto roce se k české národnosti při sčítání obyvatel nehlásil žádný obyvatel, k německé národnosti 38 650.
V roce 1930 měly Kraslice 13 500 obyvatel, s připojenými okolními obcemi vystoupal počet až na 25 000. Převažovala německá národnost, nevýznamnou českou menšinu (přibližně 250 osob) tvořili státní zaměstnanci se svými rodinami. Židovská komunita se v Kraslicích usadila až v polovině 19. století, a i když Židům později patřily dvě továrny, národnostně tvořili zcela zanedbatelnou menšinu. V komunálních volbách v roce 1935 získali henleinovci dvoutřetinovou většinu a národnostní spory později vyústily v pouliční nepokoje, výjimečně docházelo i k násilnostem. Po Mnichovské dohodě se Kraslice staly součástí nacistického Německa a byly jedním z prvních sudetských měst, které navštívil německý diktátor Adolf Hitler (4. října 1938).

### Kraslice po roce 1945

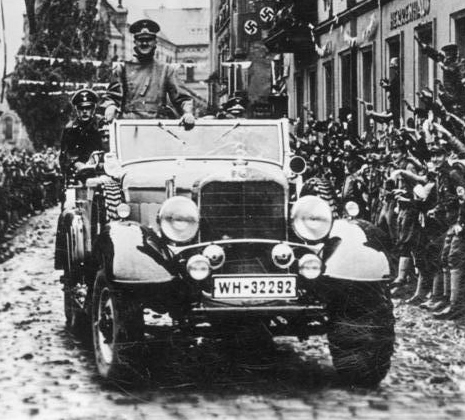
Příjezd Adolfa Hitlera do Kraslic 4. října 1938

Za druhé světové války přešly továrny na zbrojní výrobu pro wehrmacht, provoz zajišťovali váleční zajatci mnoha národností. Kraslice byly osvobozeny Američany 7. května 1945, již o několik dní později ale správu regionu převzala sovětská armáda. V roce 1945 měly Kraslice historicky nejvyšší počet obyvatel (18 500), stejně jako všude v pohraničí, tak i v Kraslicích vládly krátce po osvobození nepřehledné poměry. Hned v roce 1945 opustilo mnoho Němců, k organizovaným odsunům došlo v roce 1946. Přísun českých osídlenců byl pomalý především kvůli špatnému zásobování těsně na hranici s Německem. V roce 1950 měly Kraslice necelých 6 000 obyvatel, z toho bylo víc než tisíc Němců. Jednalo se především o odborníky, kteří mohli zůstat pro zachování kontinuity specifického oboru výroby hudebních nástrojů.
Textilní výroba byla po roce 1945 soustředěna do národního podniku Krajka, výrobci hudebních nástrojů vytvořili družstvo Amati, později taktéž národní podnik, který během let prošel řadou organizačních změn včetně snahy přesunout výrobu do vnitrozemí. Po roce 1950 byla po několika stoletích obnovena těžba mědi v městské části Tisová (samostatná obec do roku 1960). Podnik Amati nakonec úspěšně navázal na meziválečnou slávu, kromě sériové výroby hudebních nástrojů se zde vyráběly i mistrovské kusy. Na mezinárodních veletrzích a výstavách získaly hudební nástroje z Kraslic řadu ocenění. Pod patronátem závodu již krátce po roce 1945 začal působit dechový orchestr, od roku 1957 Velký dechový orchestr Amati Kraslice, který po prvních úspěších ve východním bloku pronikl v 60. letech 20. století i do západní Evropy a USA. Věhlas si udržovala i Střední průmyslová škola výroby hudebních nástrojů, která svým specifickým zaměřením byla jediná ve střední Evropě a přicházeli sem studenti z celého Československa.

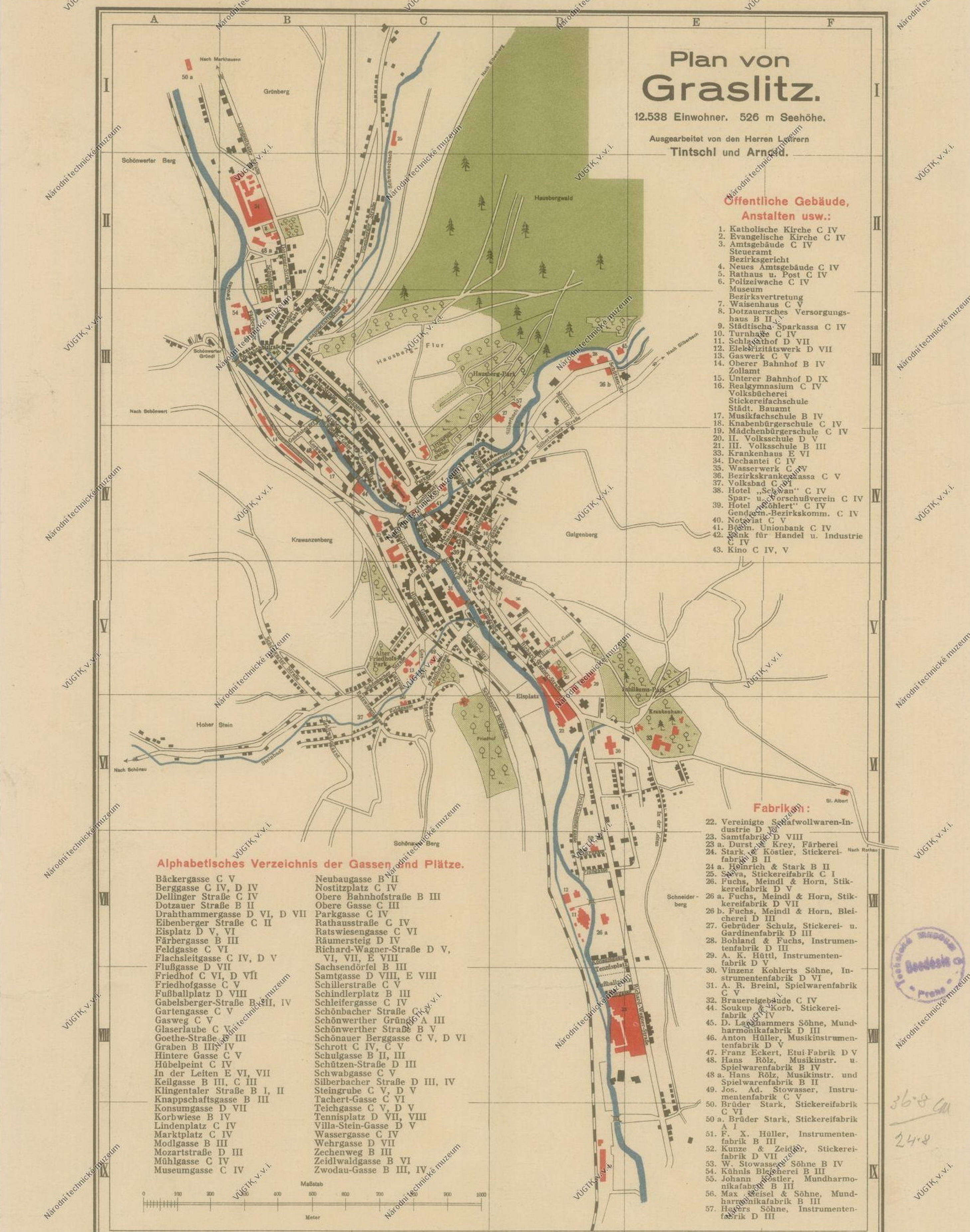
Plán města z roku 1924

Poválečný vývoj Kraslic byl výrazně poznamenán blízkostí československo-německých hranic. Dřívější souvislá zástavba mezi Kraslicemi a sousedním Klingenthalem tvořená obcí Hraničná byla zlikvidována a vzniklo zalesněné pohraniční pásmo. Kraslice samotné utrpěly téměř záměrnou destrukcí řady hodnotných staveb, které připomínaly německý charakter města (hotel Bílá labuť na náměstí) a panelovou výstavbou v bezprostřední blízkosti kostela. Teprve v 70. letech 20. století dosáhly Kraslice počtu 7–8 tisíc obyvatel.
Po roce 1989 došlo k výraznému útlumu textilního průmyslu a omezení produkce hudebních nástrojů. Společnost Amati–Denak navazující na národní podnik Amati stále vyrábí hudební nástroje, využívá ale jen část rozsáhlého komplexu budov v různých částech města, některé objekty využívají menší soukromé firmy, jiné stavby chátrají. Sektoru obchodu a služeb naopak pomohlo znovuotevření hraničního přechodu a obnovení železniční trati do Německa. Železniční trať Sokolov–Kraslice přešla pod soukromého dopravce Viamont, později GW Train Regio, v roce 2000 byl obnoven provoz do sousedního Klingenthalu v Sasku a návazně do dalších německých měst.
V roce 1992 poprvé od druhé světové války přesáhl počet obyvatel Kraslic 8 000, od té doby ale znovu klesá. Od roku 2014 do roku 2022 byl starostou Roman Kotilínek (* 1971), který se dlouhodobě angažoval ve Spolku přátel města Kraslic, jenž usiluje o obnovu zaniklých a záchranu stávajících památek Kraslic. Významnou osobností regionu je Václav Kotěšovec (* 1933), učitel a dlouhodobý městský kronikář, autor řady publikací o historii města a okolí, po roce 1989 místostarosta a od roku 2004 čestný občan Kraslic.

### Městský znak
Od císaře Karla IV. získalo město znak roku 1370, první známá podoba pochází však až z roku 1541. Tvoří ho modrý gotický štít, v němž je velké stříbrné písmeno G, symbolizující název města (Graslitz). Na štítu leží zlatá královská svatováclavská koruna. Současná podoba znaku, jehož autorem je kraslický historik Václav Kotěšovec, byla nově schválena na počátku 90. let 20. století.

## Obyvatelstvo
Při sčítání lidu v roce 1921 zde žilo 12 132 obyvatel, z nichž bylo 33 Čechoslováků, 11 856 Němců, sedm Židů, jeden jiné národnosti a 235 cizinců. K římskokatolické církvi se hlásilo 11 603 obyvatel, 444 k evangelické církvi, 66 k církvi izraelitské a 19 bylo bez vyznání.
| Rok            | 1869  | 1880  | 1890  | 1900   | 1910   | 1921   | 1930   | 1950  | 1961  | 1970  | 1980  | 1991  | 2001  | 2011  | 2021  |
| -------------- | ----- | ----- | ----- | ------ | ------ | ------ | ------ | ----- | ----- | ----- | ----- | ----- | ----- | ----- | ----- |
| Počet obyvatel | 6 335 | 7 609 | 9 780 | 11 464 | 13 418 | 12 132 | 13 524 | 5 929 | 6 484 | 6 334 | 6 862 | 7 210 | 6 833 | 6 213 | 5 834 |
| Počet domů     | 624   | 739   | 871   | 1 093  | 1 273  | 1 353  | 1 666  | 1 673 | 1 333 | 1 073 | 994   | 1 026 | 1 051 | 1 121 | 1 143 |

| Rok            | 1869   | 1880   | 1890   | 1900   | 1910   | 1921   | 1930   | 1950  | 1961  | 1970  | 1980  | 1991  | 2001  | 2011  | 2021  |
| -------------- | ------ | ------ | ------ | ------ | ------ | ------ | ------ | ----- | ----- | ----- | ----- | ----- | ----- | ----- | ----- |
| Počet obyvatel | 12 006 | 14 176 | 17 147 | 19 264 | 22 418 | 20 419 | 22 310 | 7 383 | 7 617 | 7 128 | 7 371 | 7 604 | 7 273 | 6 695 | 6 306 |
| Počet domů     | 1 224  | 1 492  | 1 734  | 2 065  | 2 321  | 2 454  | 2 998  | 3 015 | 1 448 | 1 310 | 1 152 | 1 238 | 1 289 | 1 375 | 1 390 |

## Městská správa

### Části města

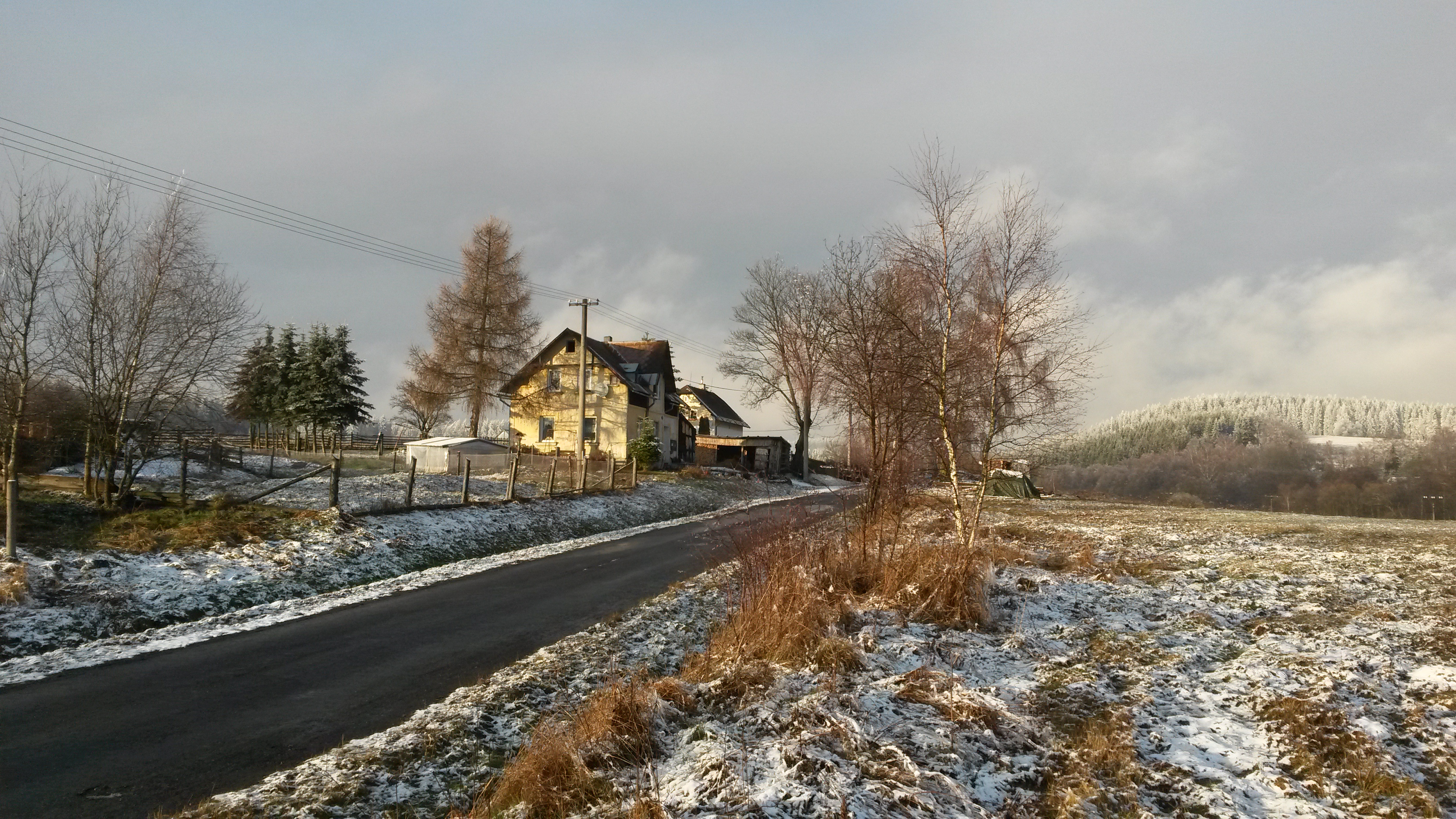
Valtéřov

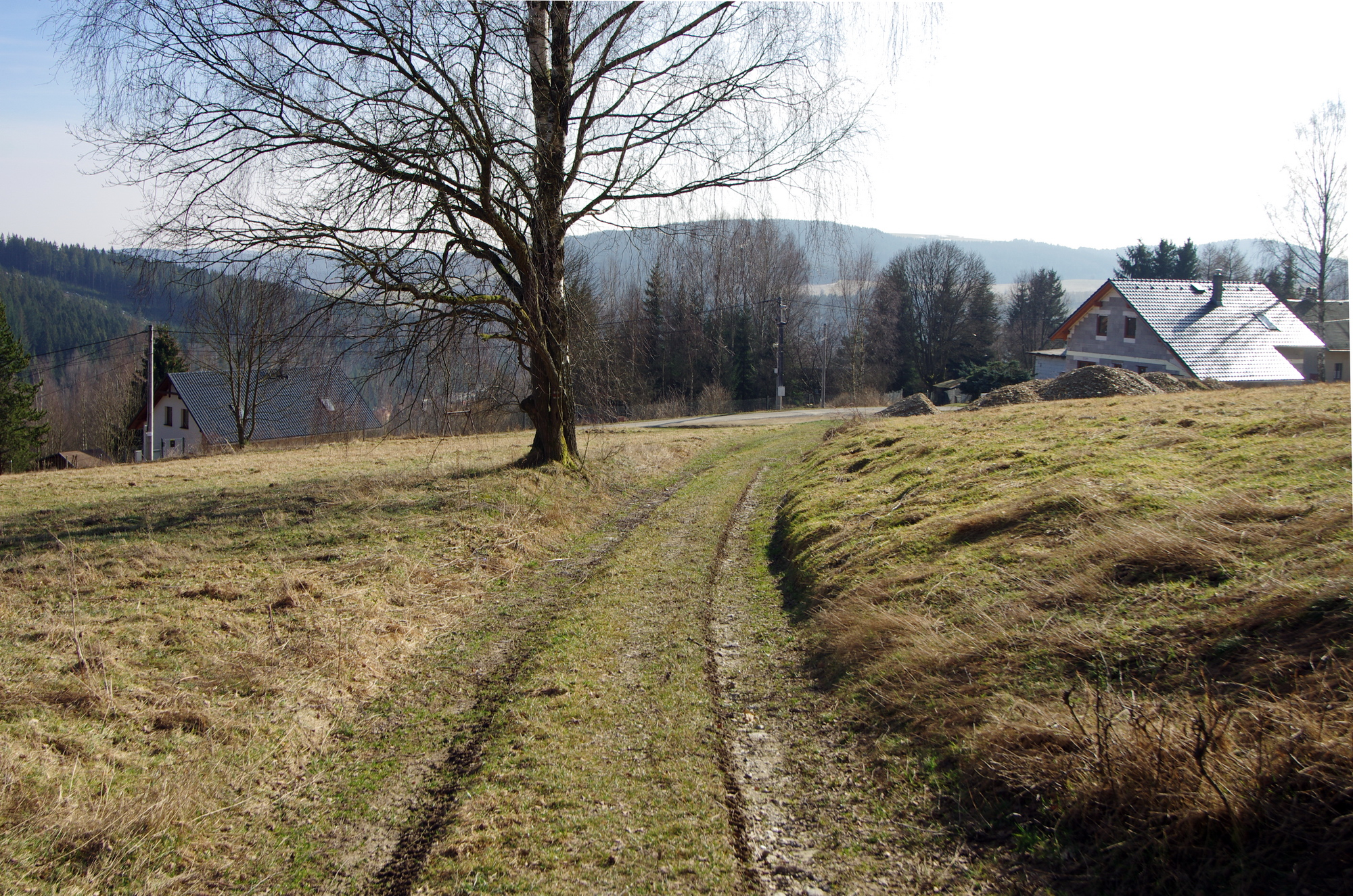
Zelená Hora

15 částí obce:
| Název          | Německý název                  | Oblast ha | Obyvatelstvo 1930 | populace 2001 | Komentáře                                                  |
| Černá          | Schwarzenbach b. Frankenhammer | 654,26    | 234               | 0             |                                                            |
| Čirá           | Lauterbach b. Graslitz         | 405,99    | 130               | 27            | dříve Litrbachy                                            |
| Hraničná       | Markhausen                     | 386,84    | 1253              | –             |                                                            |
| Kámen          | Stein am Hohen Stein           | 248,73    | 251               | 11            |                                                            |
| Kostelní       | Kirchberg am Hohen Stein       | 503,29    | 371               | 12            |                                                            |
| Kraslice       | Graslitz                       | 1301,43   | 13524             | 6797          |                                                            |
| Krásná         | Schönwerth                     | 729,46    | 1100              | 104           |                                                            |
| Liboc          | Frankenhammer                  | 656,87    | 471               | 2             | dříve Čtyřdomí                                             |
| Mlýnská        | Konstadt                       | 716,92    | 326               | 18            |                                                            |
| Počátky        | Ursprung                       | 745,75    | 364               | 17            |                                                            |
| Sklená         | Glasberg                       | 1)        | 412               | 36            |                                                            |
| Sněžná         | Schönau b. Graslitz            | 821,96    | 575               | 14            |                                                            |
| Tisová         | Eibenberg                      | 203,20    | 1794              | 88            |                                                            |
| Valtéřov       | Waltersgrün                    | 574,65    | 143               | 8             | první zmínka v roce 1184 jako Ullersgrün, od 1348 Valtéřov |
| Zelená Hora    | Grünberg                       | 186,07    | 1362              | 103           |                                                            |
| Město Kraslice | Stadt Graslitz                 | 8135,42   | 22310             | 7237          |                                                            |

1) Zahrnuté v Kraslicích.

### Městské symboly
Znak města je historický, vlajka byla městu udělena rozhodnutím předsedy Poslanecké sněmovny Parlamentu České republiky dne 3. dubna 1996.

## Doprava
Město leží na jednokolejné regionální železniční trati Sokolov–Zwotental se zastávkami Kraslice předměstí, Kraslice, Kraslice-Pod vlekem a silnicích druhé třídy II/210, II/218.  

## Pamětihodnosti

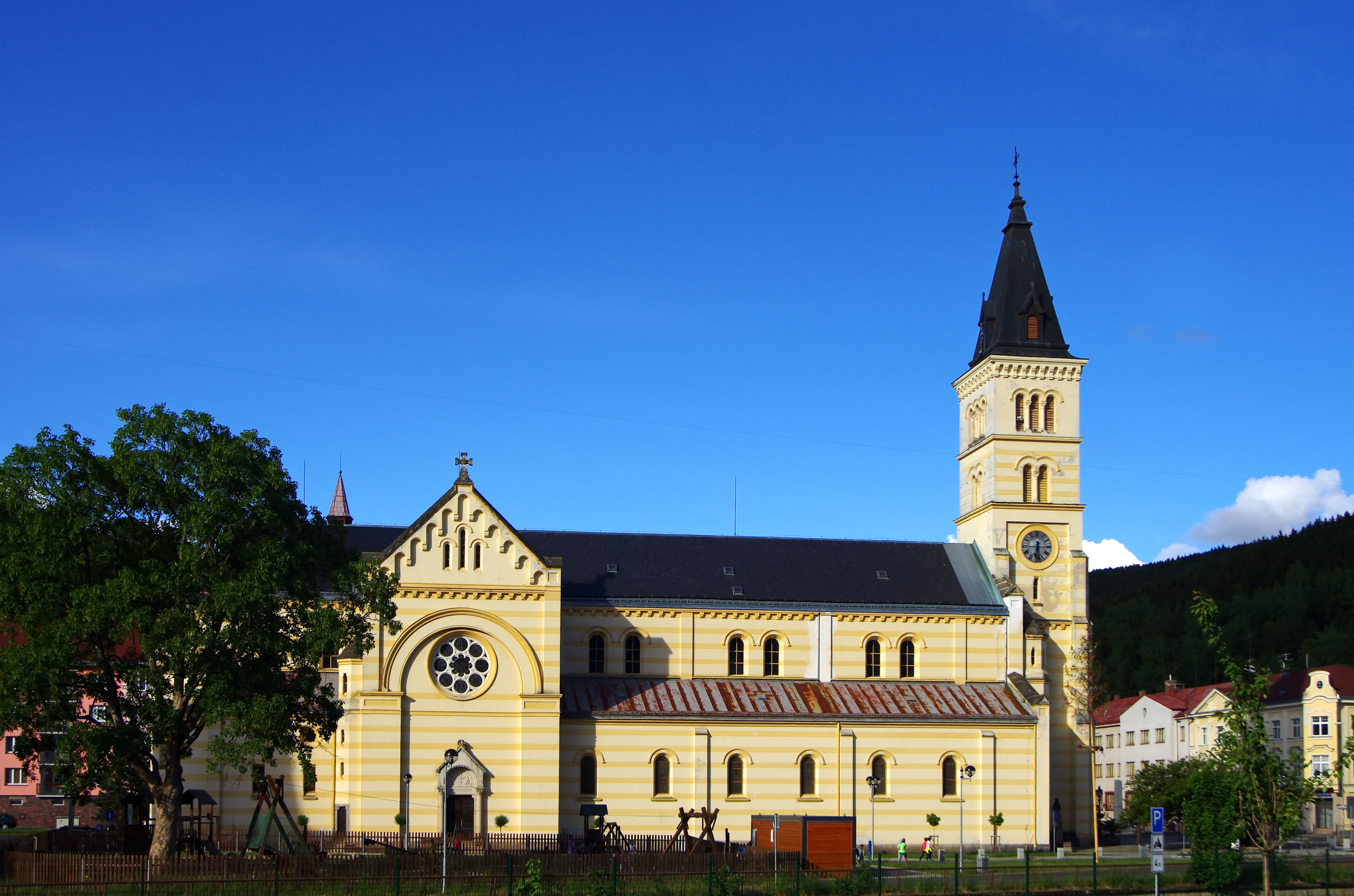
Kostel Božího Těla

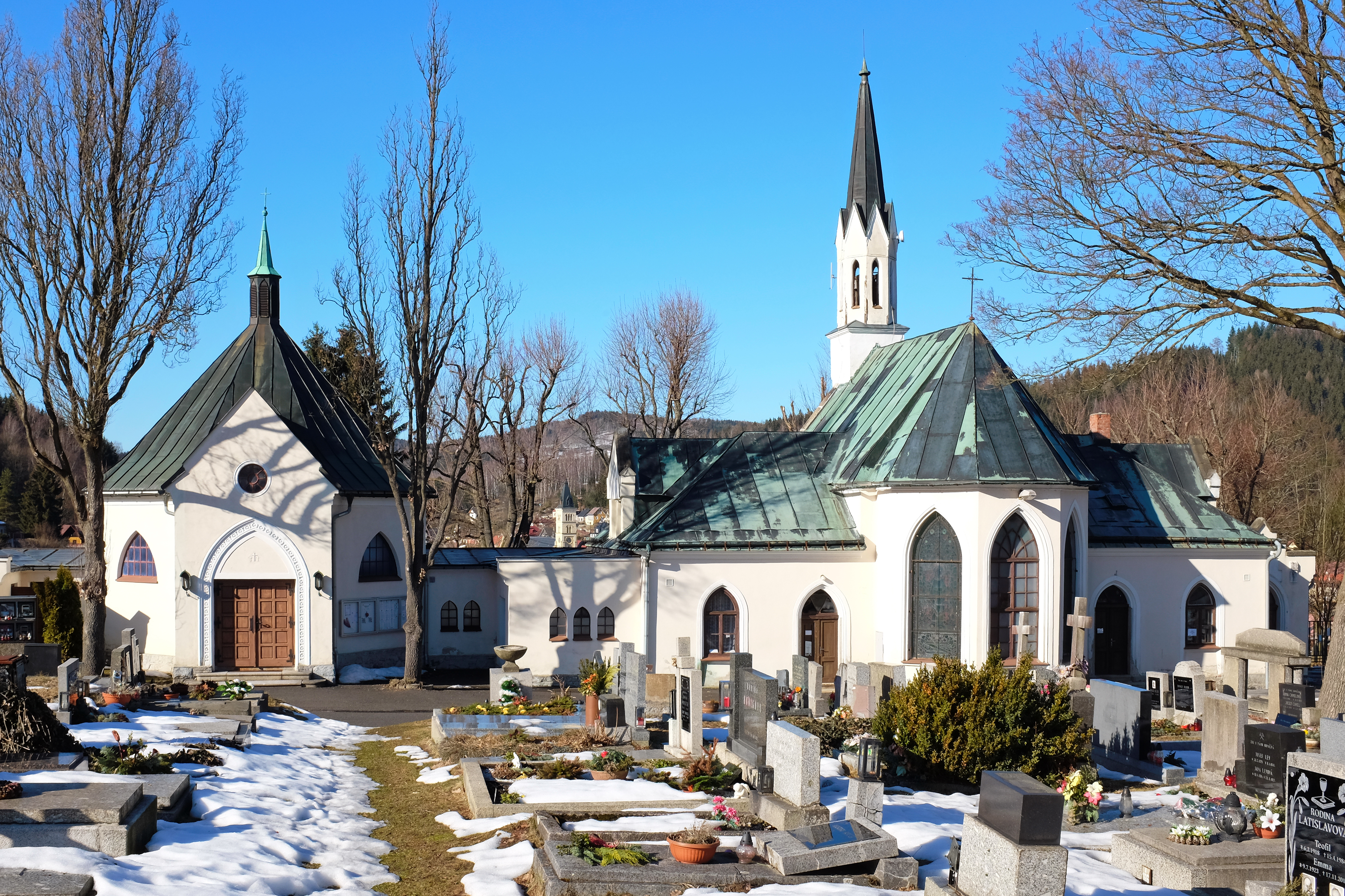
Hřbitovní kaple Povýšení Svatého Kříže

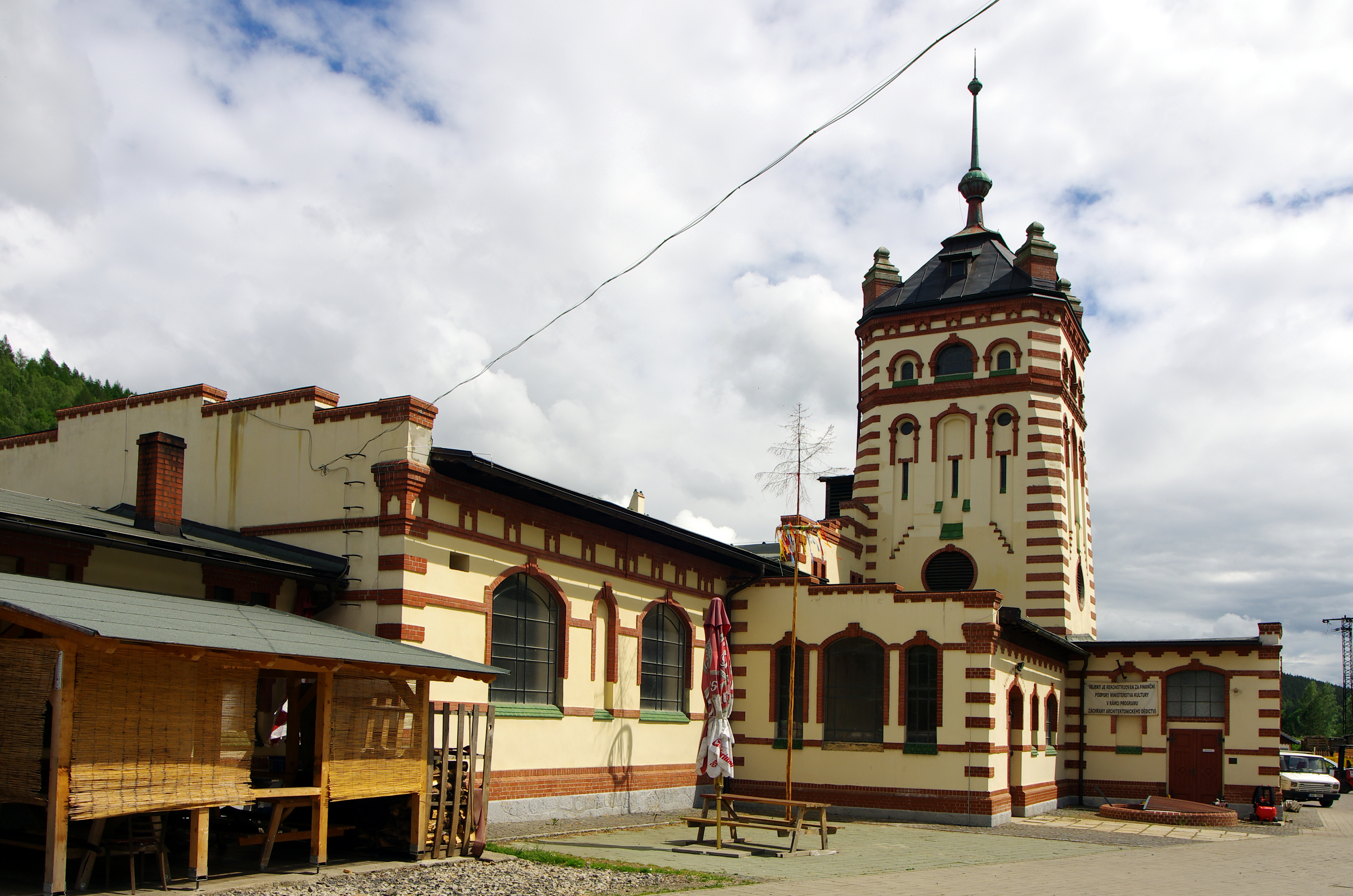
Městská jatka

- Hrad na vrchu Hradiště je archeologicky doložen ve 14. a 15. století. Je však možné, že ho založil král Přemysl Otakar II. před rokem 1272. Sloužil jako opěrný vojenský a strážní bod a zanikl pravděpodobně v 16. století.[18]
- Kostel Božího těla z let 1893–1896 v novorománském slohu byl navržen architektem Ludvíkem Láblerem. Interiéry s malbami s výjevy ze života Ježíše Krista jsou dílem výtvarníka Zikmunda Rudla. Styl je pseudoslohový, pouze v předsíni se nachází barokní krucifix.
- Mariánský sloup
- Hřbitovní kaple Povýšení svatého Kříže s rozlučkovou síní (1885)
- Evangelický kostel (1912)
- Městská jatka (1904)
- Fuchsova vila (1904)
- Vila Karla Fuchse
- Breinlova vila (1903)
- Továrna Bohland a Fuchs
- Hrázděné domy v ulici 5. května
- Kostel svatého Jakuba Většího v městské části Sněžná byl postaven v 1. polovině 17. století na základech staršího kostela patrně ze 13. století. Současná barokní podoba pochází z roku 1720.
- Kostel svatého Jiljí v městské části Kostelní, původně románský kostel byl v roce 1692 barokně přestavěn.

## Zajímavosti
- V rámci České republiky je Kraslicko ojedinělým regionem se seismologickými aktivitami způsobenými oslabenou zemskou kůrou. Otřesy země jsou zaznamenány již ve středověkých kronikách (poprvé v roce 1198), vědecké sledování začalo až po zemětřesném roji v roce 1897, kdy byla prokázána souvislost mezi dávnou sopečnou aktivitou (Komorní hůrka) a výskytem termálních pramenů na Chebsku a Karlovarsku. Na přelomu let 1985–1986 dosáhlo zemětřesení v Kraslicích 4,6 stupně Richterovy stupnice, kdy došlo k poškození řady budov, další znatelné otřesy proběhly například v letech 2014 a 2017.

- I když pojmenování Kraslic nemá nic společného s velikonočními kraslicemi, v roce 1995 byla zavedena tradice speciálního poštovního razítka Velikonoční pošta Kraslice, o které je značný zájem v Česku i v zahraničí. Každoročně odlišný motiv razítka má význam především pro filatelisty.

## Osobnosti
- Caspar Hopf (1650–1711), houslař, exulant
- Johann David Starck (1770–1841), podnikatel
- Josef Carl Starck (1792–1851), velkostatkář
- Johann Anton Starck (1808–1883), podnikatel
- David Jahnl (* 1808), lékař
- Julius Meinl (1824–1914), podnikatel
- Richard Dotzauer (1816–1887), politik
- Franz Gruss (1891–1979), kreslíř a malíř
- Kateřina Zohnová (* 1984), basketbalistka
- Martin Rota (* 1988), youtuber
- Michael Krmenčík (* 1993), fotbalista

## Partnerská města
- Klingenthal, Německo

## Galerie

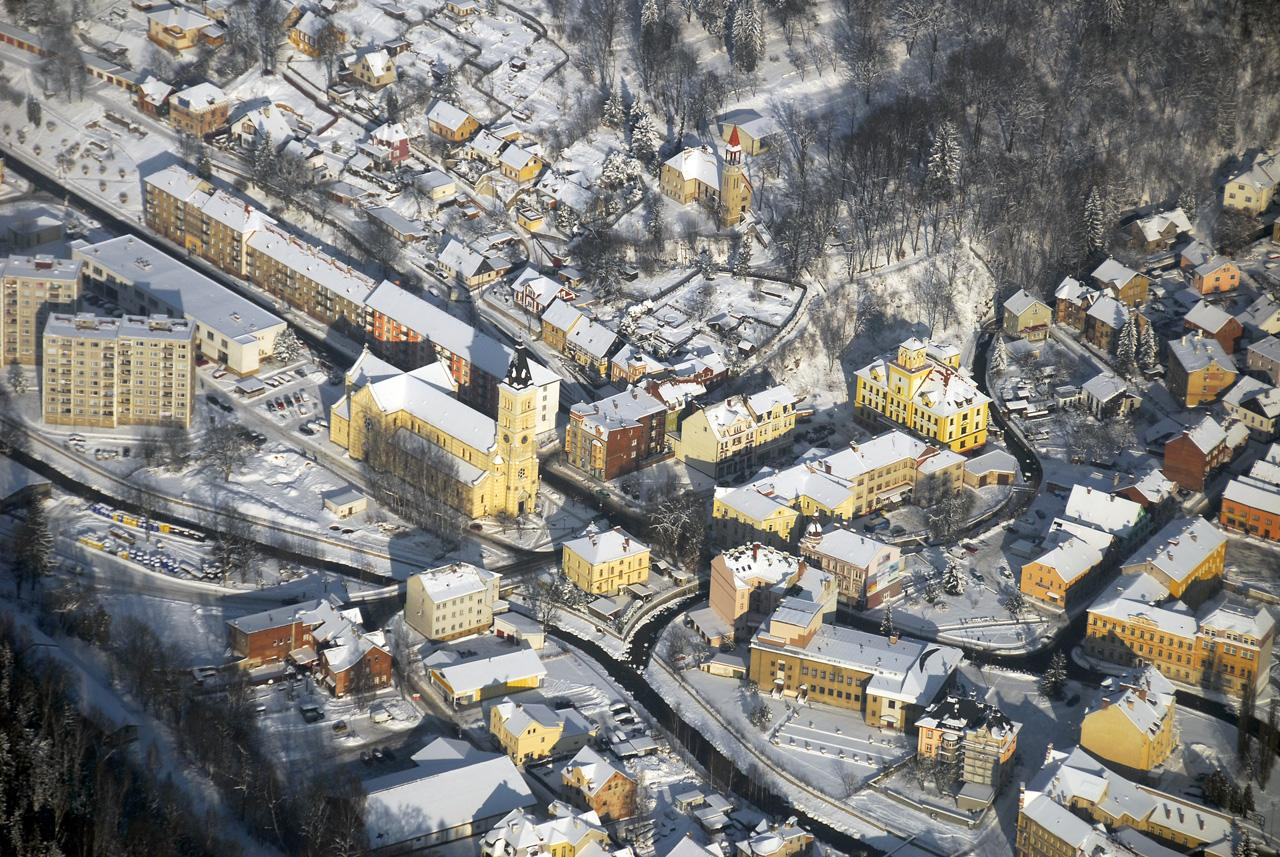
Letecké panorama, leden 2010
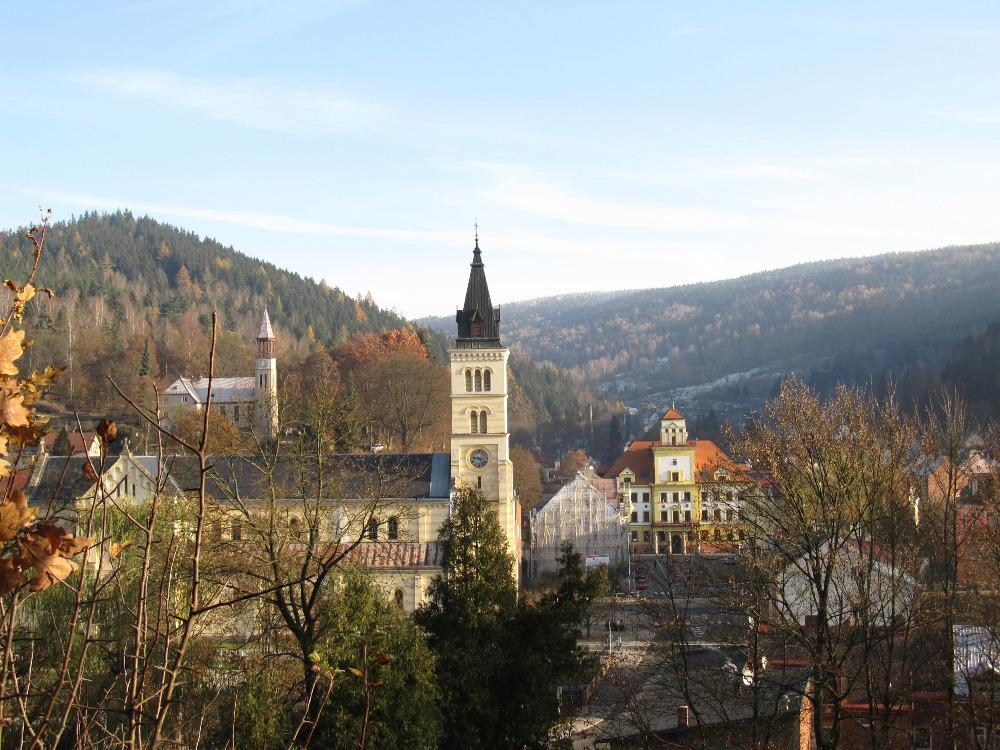
Pohled ze Skalní ulice
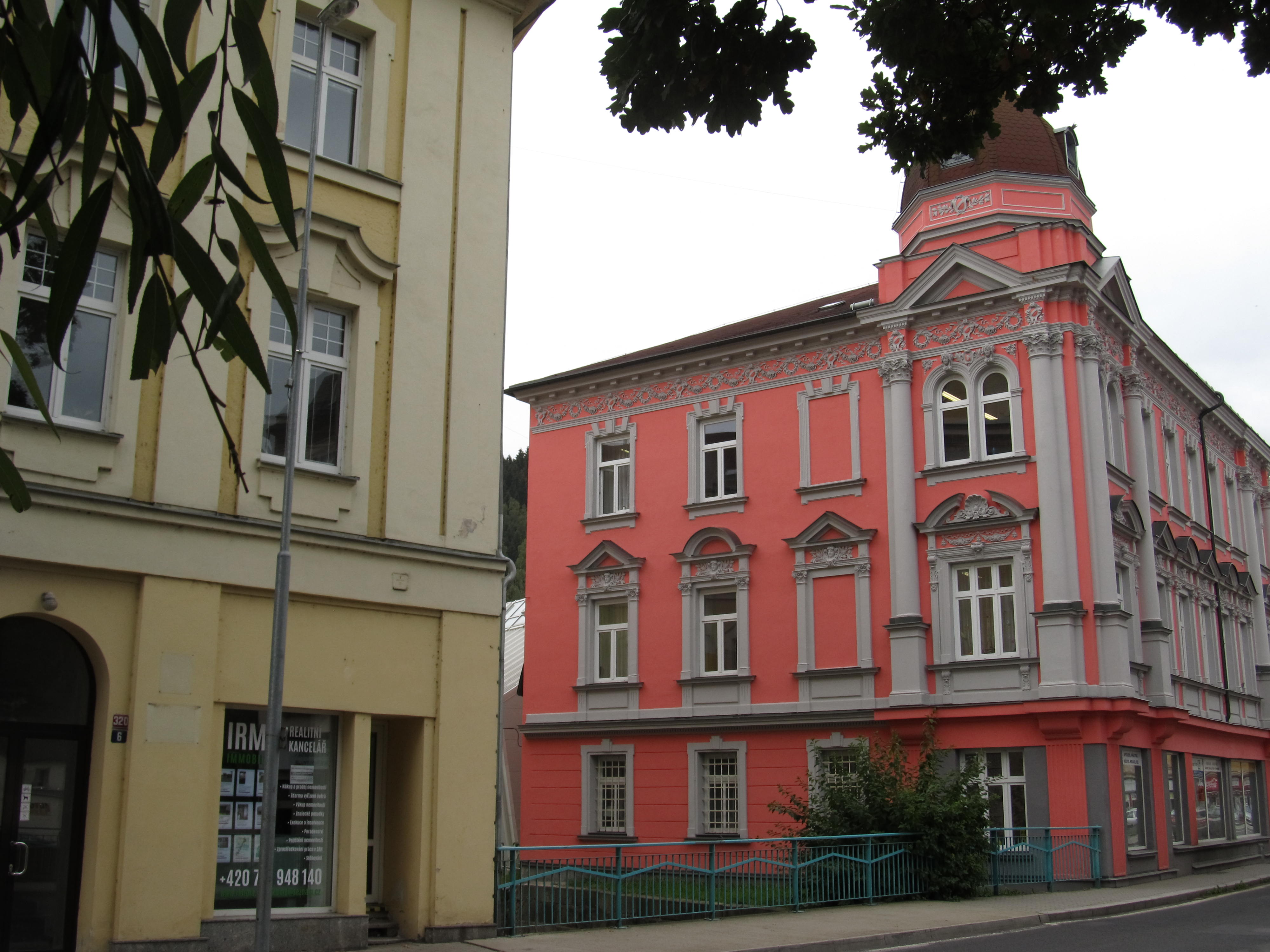
Ulice Pohraniční stráže s hudební školou
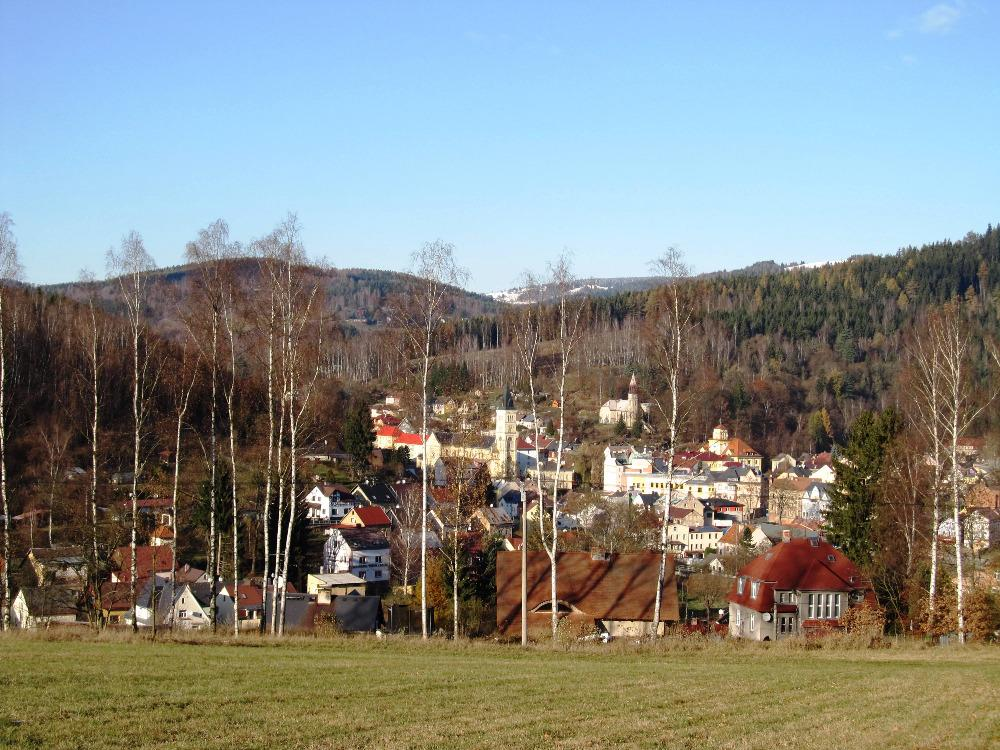
Pohled na město z úpatí Sněženského vrchu
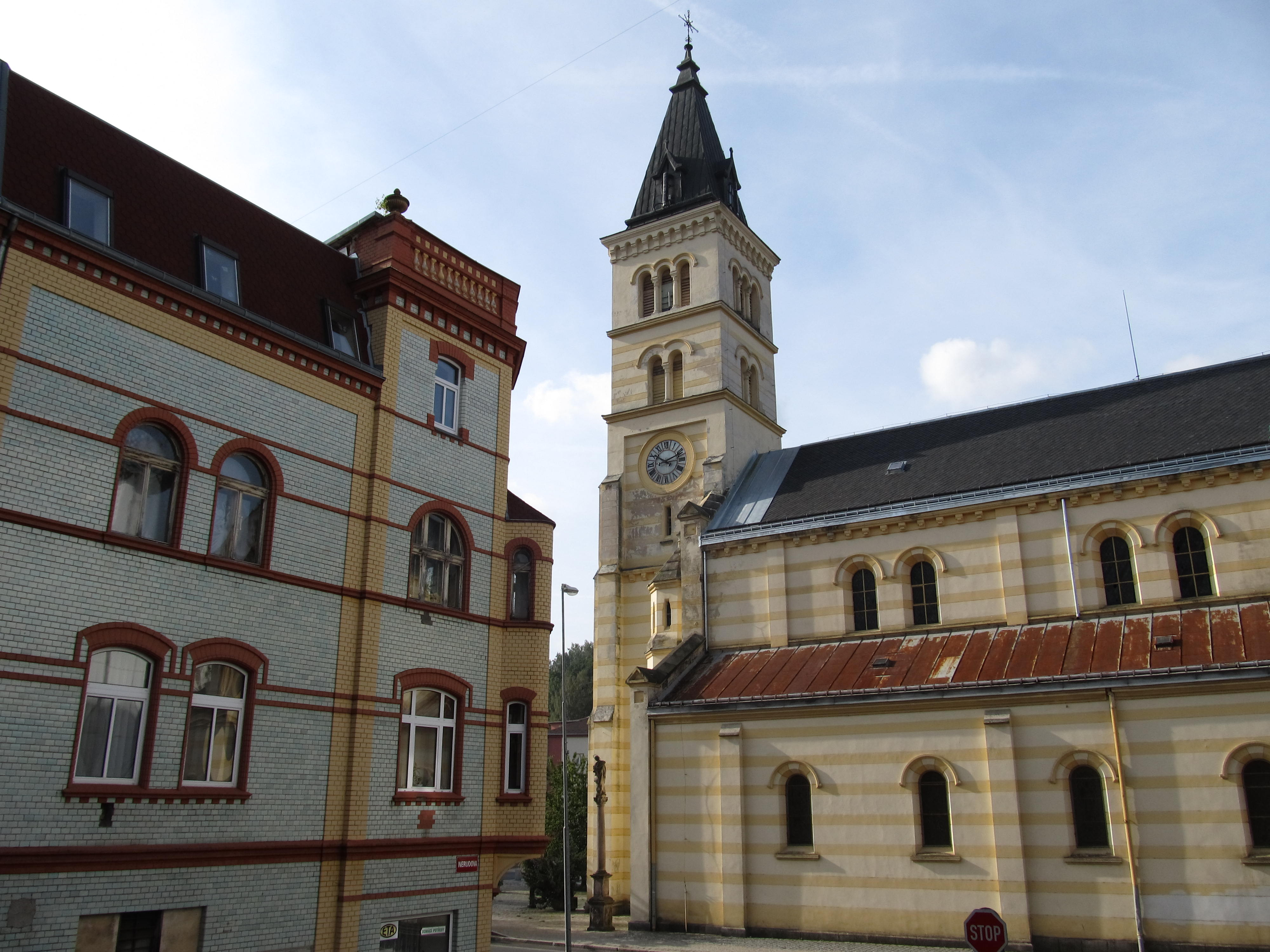
Kostel Božího Těla z Nerudovy ulice
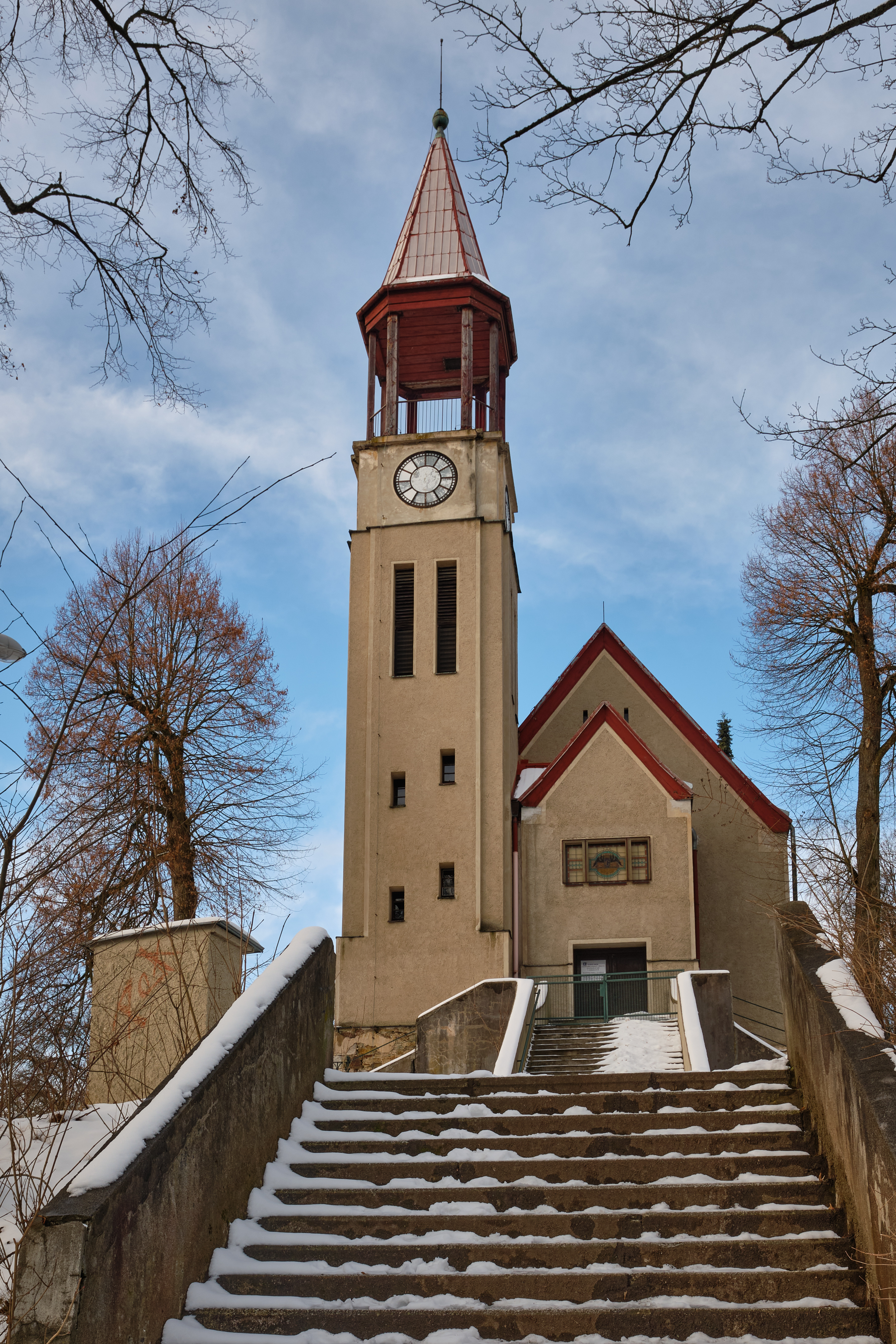
Evangelický kostel
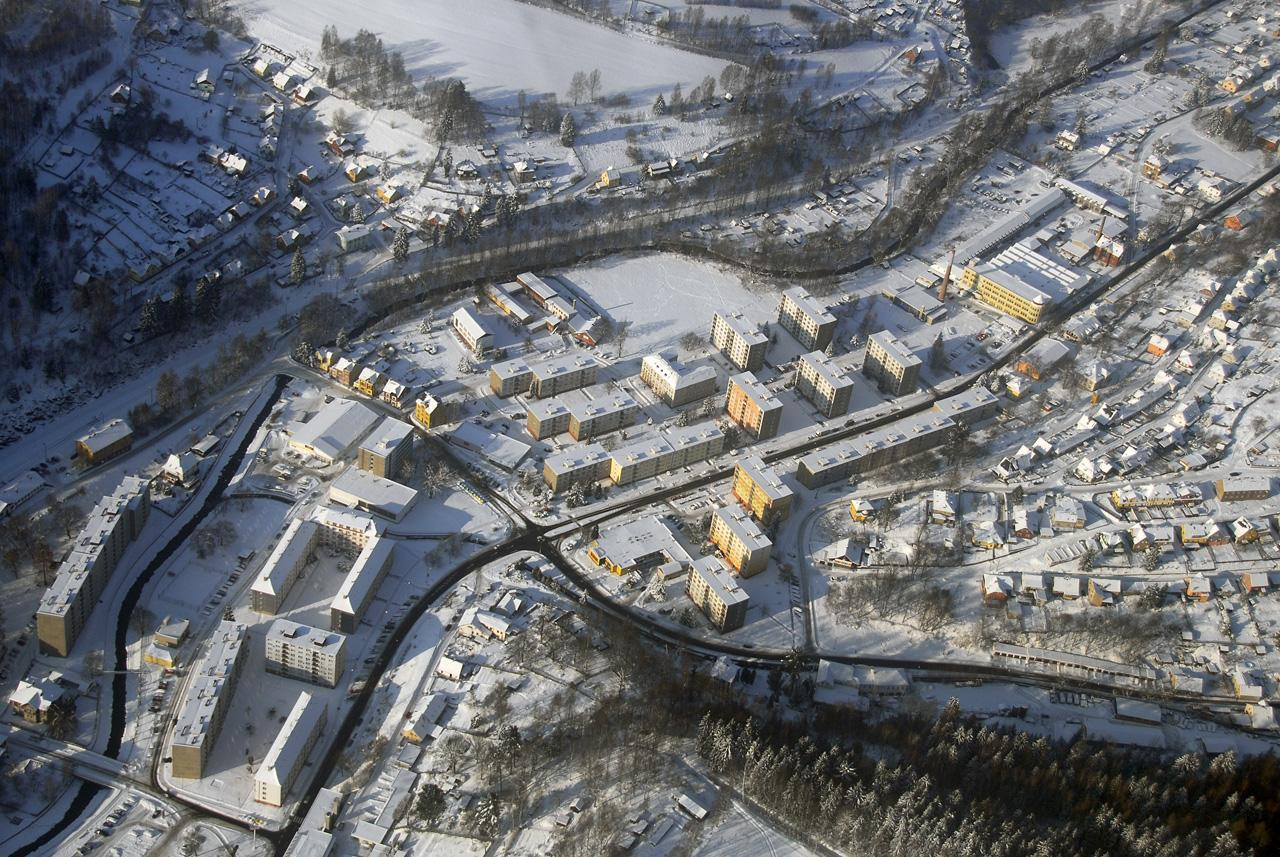
Letecké panorama severní části města, leden 2010
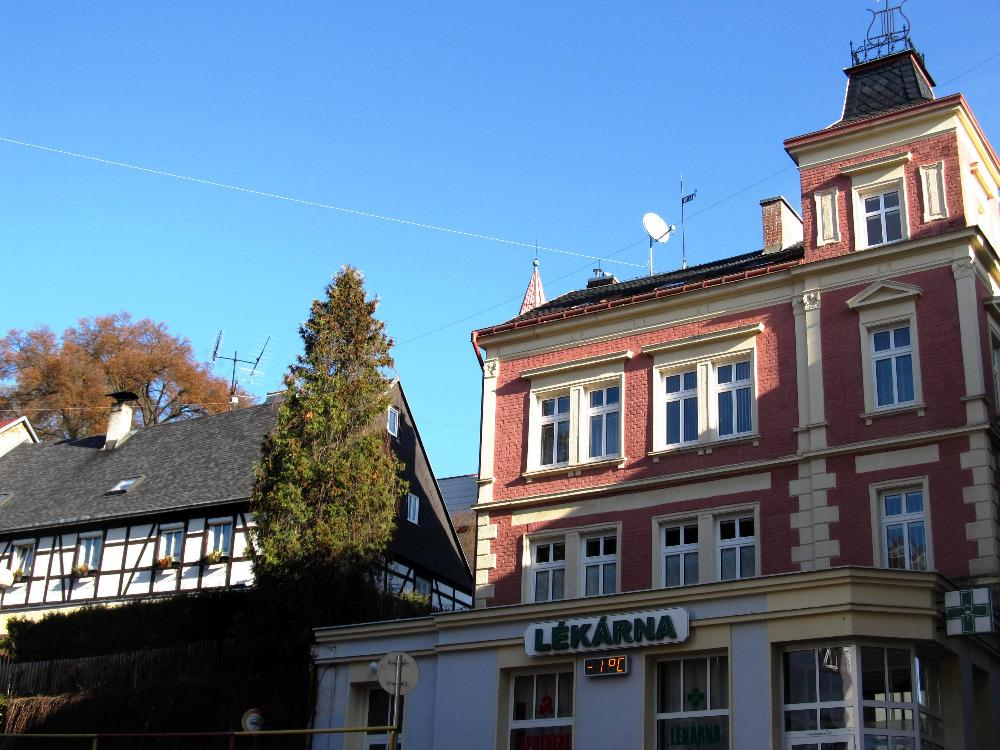
Nerudova ulice
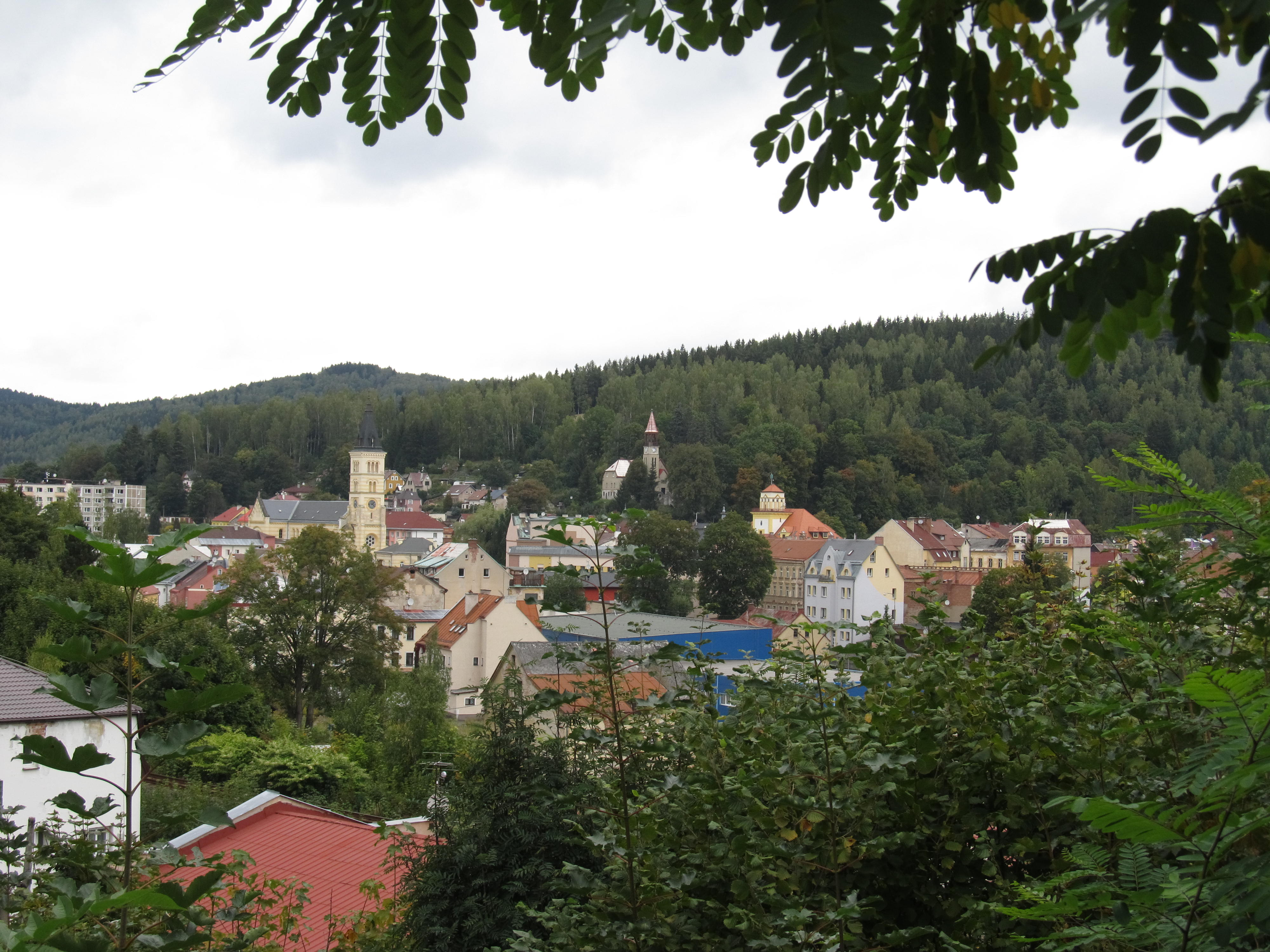
Pohled na město od hřbitova
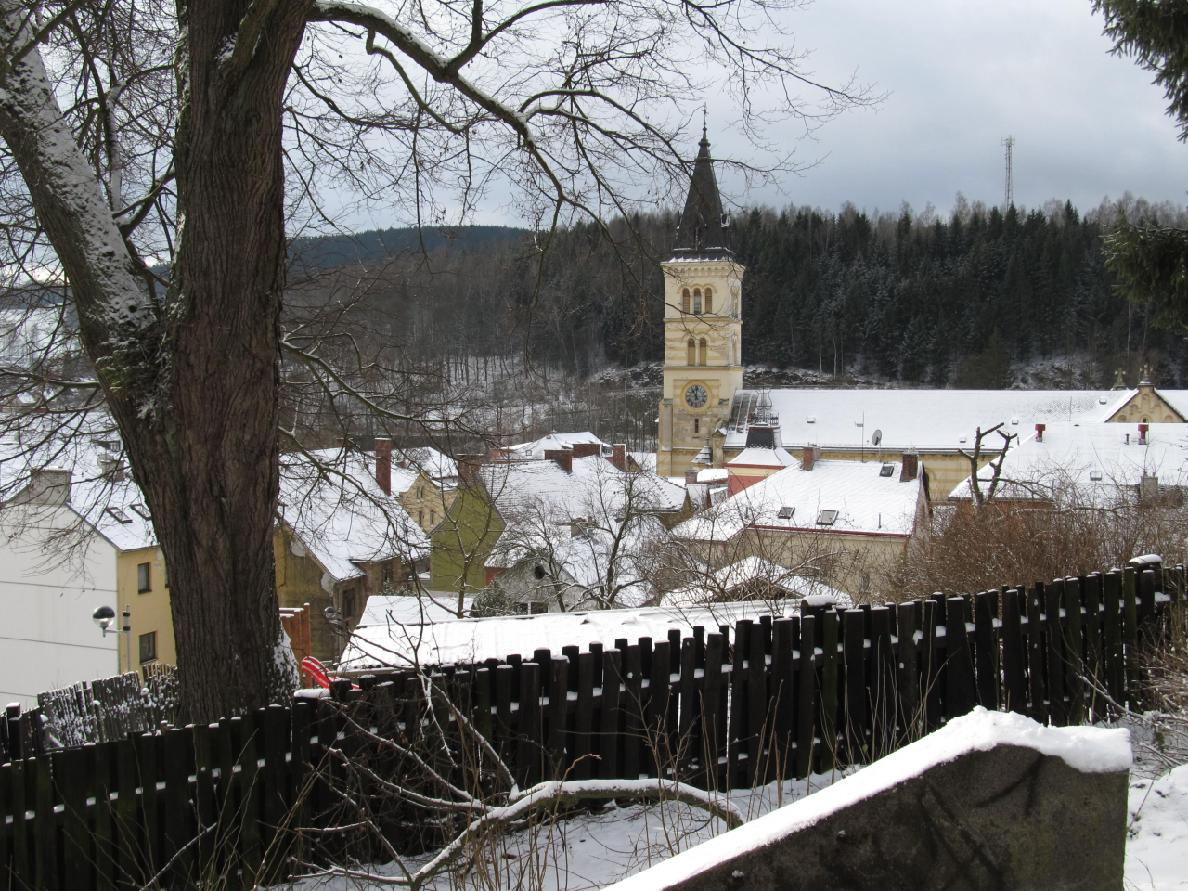
Pohled od evangelického kostela
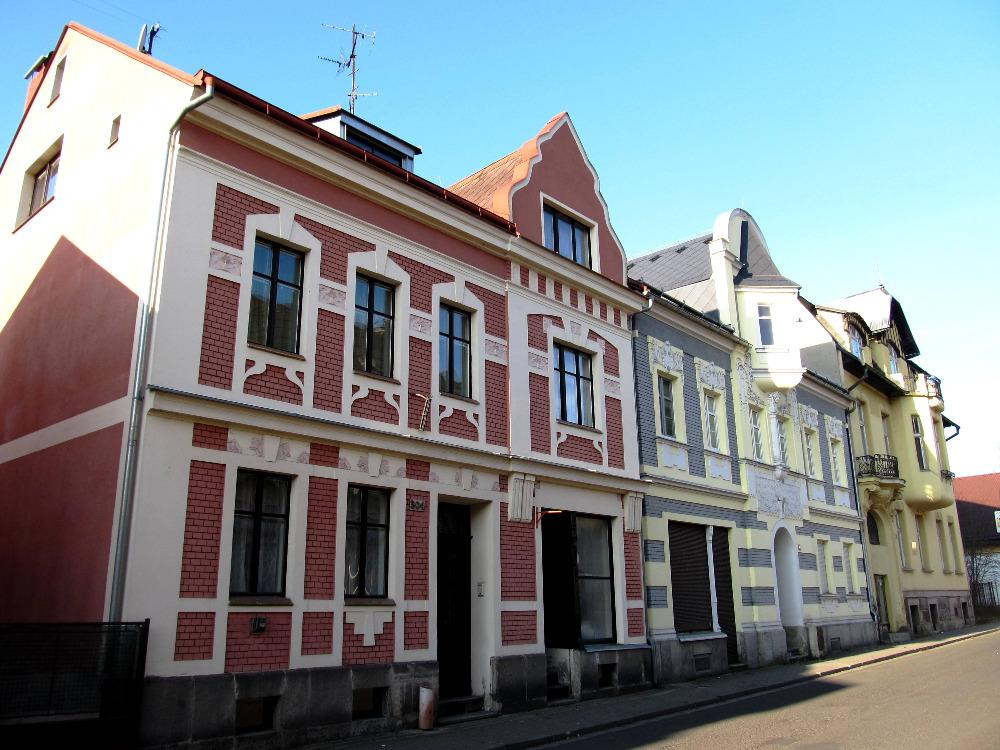
Ulice 5. května
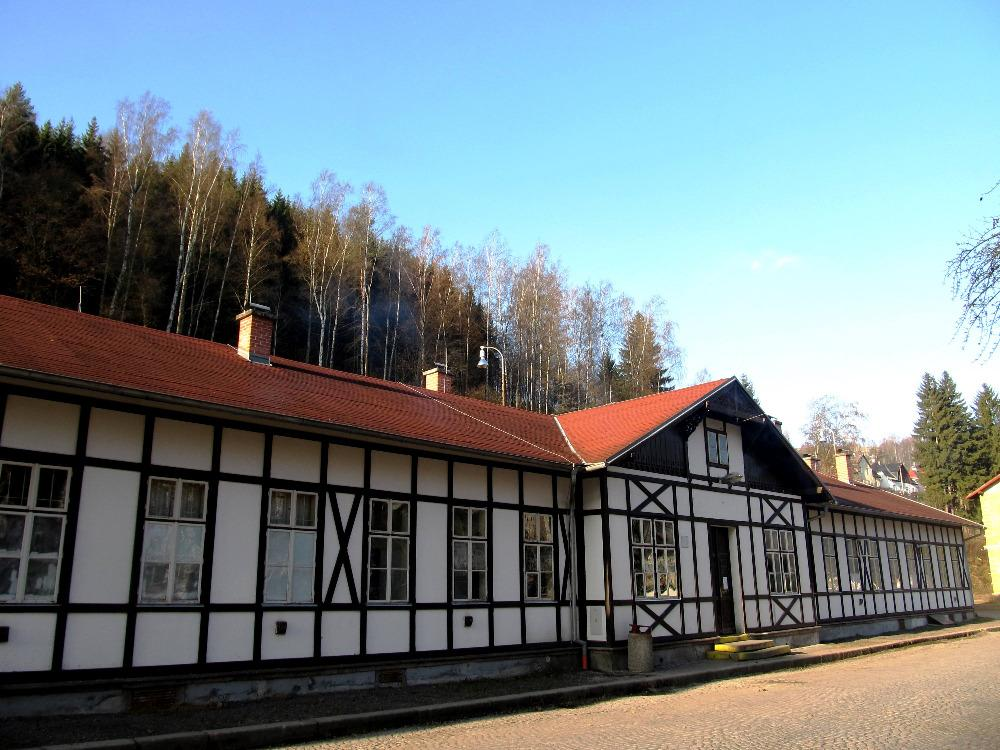
Nádraží